# Booth Line

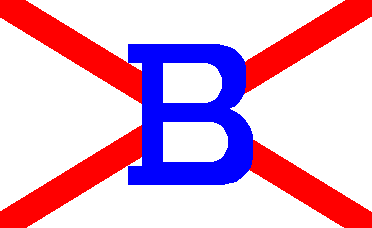
Bandeira da Booth Steamship Company

A companhia de navegação inglesa Booth Line foi fundada em 1866 como Alfred Booth & Co para prestar serviços para as regiões norte e nordeste do Brasil, incluindo a Amazônia. Em 1881, a Booth Steamship Co. foi formada. Em 1901, a Booth e a Singlehurst's Red Cross Line foram fundidas numa única empresa com o nome de Booth Steamship Co.(1901), Ltd. Ao mesmo tempo, para organizar as operações de reboque e de barcaças no rio Amazonas, a Booth & Co. foi formada e estas pequenas unidades transferidas para essa empresa. Em 1911 a Iquitos SS Co. e sua frota foi absorvida pela Booth SS Co. Em 1946, a Booth Line foi vendida para o grupo de empresas Vestey Group e, em 1975, todos os navios do grupo foram reunidos na Blue Star Ship Management Ltd, deixando de existir a Booth Line como uma entidade separada.
A Booth Line fazia transporte de passageiros e cargas entre as cidades de Liverpool e Iquitos, e sua rota incluía ainda Londres, Havre, Porto, Lisboa, Madeira, Belém e Manaus. A Red Cross Line também incluía em sua rota São Luís, escala mantida pela Booth Steamship por alguns anos e depois excluída da rota devido à distância do Rio Amazonas.
Entre os navios da Booth Line que fizeram a linha entre a Inglaterra e o norte do Brasil, vale registrar o de nome Gregory (2), que naufragou na barra de Tutóia, no estado do Maranhão (Brasil), em 1920. O Gregory (2), de 2.030 toneladas, foi construído em 1891 e adquirido com o nome de Creswell, em 1899, da JE Bowser (Newcastle), ocasião em que foi rebatizado. Em 1907, foi transferido para a Iquitos SS Co. e, em 1911, retornou para a Booth Line.